# Anne Leichtfuß

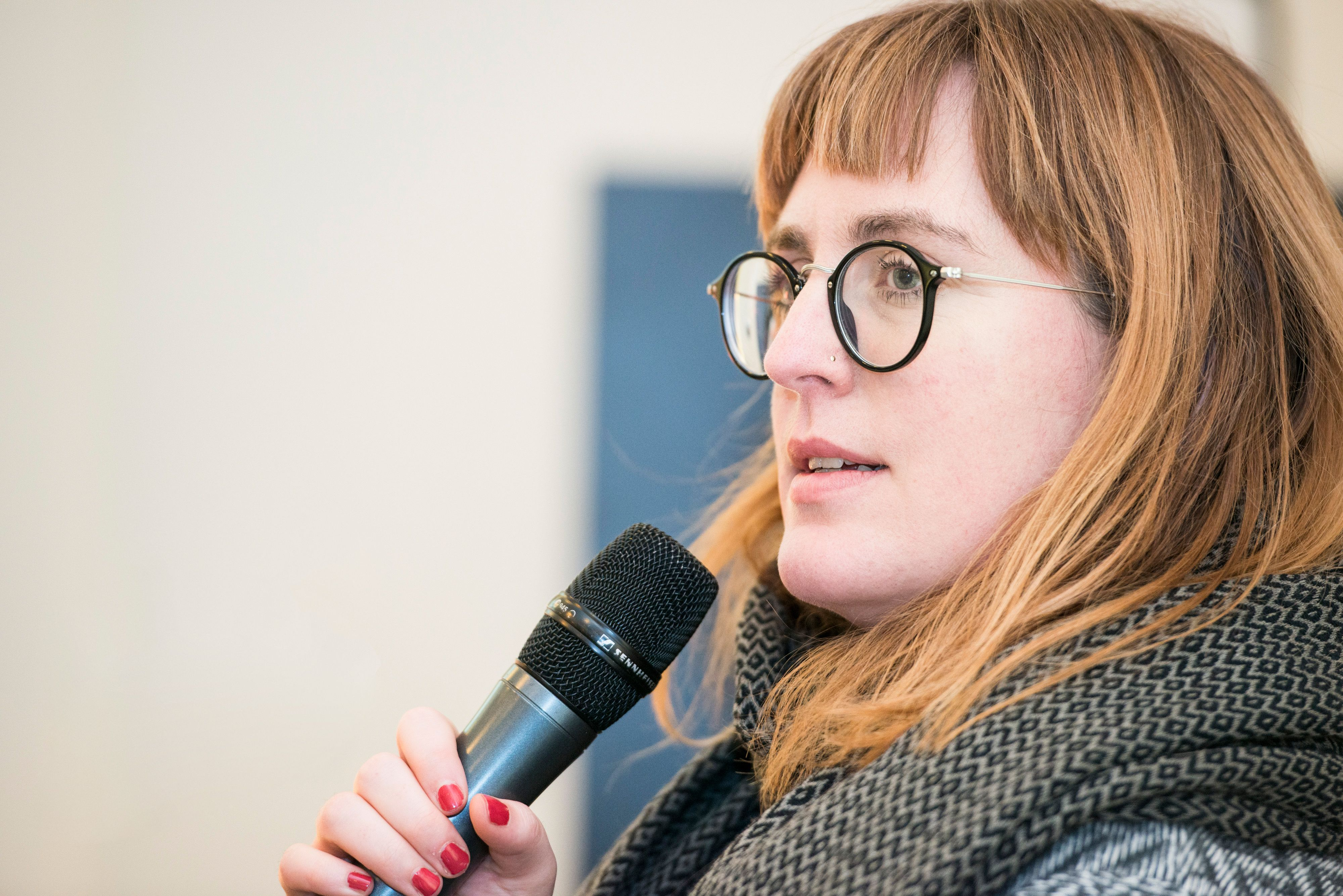
Anne Leichtfuß 2019

Anne Leichtfuß (* 1978) ist Dolmetscherin und Übersetzerin für Leichte Sprache.

## Studium und Arbeit
Anne Leichtfuß hat an der Technischen Hochschule in Köln studiert. Ihr Studienfach war Online-Journalismus. Ihre Abschlussarbeit schrieb sie zum Thema Einfache Sprache im Netz – Kriterien für zielgruppengerechte Websites.
Leichte Sprache existierte bis 2013 nur als reine geschriebene Sprache. Gemeinsam mit ihren Kollegen mit Down-Syndrom entwickelte Anne Leichtfuß eine Methode, auch gesprochene Sprache in Leichte Sprache zu dolmetschen. Seitdem dolmetscht sie regelmäßig bei politischen Konferenzen, Theateraufführungen, Mitgliederversammlungen und Science Slams.
Das Angebot an Informationen in Leichter Sprache ist in Deutschland, auch 18 Jahre nach Unterzeichnung der UN-Behindertenrechtskonvention, in Menge und Themenvielfalt noch sehr gering. Ein tagesaktuelles Nachrichtenangebot gab es lange nicht, auch wenn etwa 14 Millionen Menschen in Deutschland Leichte und Einfache Sprache brauchen. Darum gehörte Anne Leichtfuß, zusammen mit Kollegen, zu den Initiatoren einer Petition für die Einführung tagesaktueller Nachrichten in Leichter Sprache. 2024 wurde das Angebot der Tagesschau in einfacher Sprache eingeführt.
Anne Leichtfuß lebt und arbeitet in Bonn. Sie ist für ihre Arbeit dreimal für den Grimme Online Award vorgeschlagen worden. 2018 bekam sie von der Deutschen Public Relations Gesellschaft einen Preis in den Bereichen „Verantwortungs- und Nachhaltigkeits-Kommunikation“ sowie „Digitale Public Affairs“ für die Kampagne „Menschen mit Down-Syndrom sprechen für sich selbst“. Sie arbeitet bei der Zeitschrift Ohrenkuss und sie hat zusammen mit Kollegen das Forschungsinstitut Touchdown 21 gegründet. In diesem Institut forschen Menschen mit und ohne Down-Syndrom partizipativ zusammen.
Für die Münchner Kammerspiele übersetzte Anne Leichtfuß die griechische Tragödie Antigone in Leichte Sprache. Die Inszenierung war das erste Stück bundesweit, das komplett in Leichter Sprache inszeniert wurde.
Unter dem Titel Einfachstars führt Anne Leichtfuß einen Blog mit Prominews in Leichter Sprache. Während der Corona-Pandemie initiierte sie das Portal Corona Leichte Sprache, um zu gewährleisten, dass auch Menschen aus der Zielgruppe der Leichten Sprache schnell Zugang zu allen relevanten Informationen haben.

## Publikationen
- Leichte Sprache. In: Sebastian Pertsch (Hrsg.): Vielfalt. Das andere Wörterbuch. Dudenverlag, Berlin 2023, ISBN 978-3-411-75601-8, S. 144 f.